# César Empereur
Pour les articles homonymes, voir Empereur (homonymie).
César Empereur, né le 17 mai 1848 à Sainte-Foy-Tarentaise alors royaume de Sardaigne et mort le 12 avril 1929 à Frontenex dans le département de la Savoie, est un homme politique français républicain, membre  radical de Gauche démocratique.

## Biographie
César Empereur naît le 17 mai 1848 à Sainte-Foy-Tarentaise, village de la province de Tarentaise, dans le duché de Savoie. Il est le fils d'un laboureur, Joseph Empereur, et de Marianne Grafon.
Il fait ses études au petit séminaire de Moûtiers, puis au lycée de Chambéry. Il entreprend des études de médecine à Paris. Docteur en médecine, il s'installe à Bourg-Saint-Maurice. Il est élu conseiller général du canton.
Il se marie le 30 juin 1925 avec Thérèse Revial.
Après un premier échec en 1898, il est élu député en 1899 à la mort de Francis Carquet (mort en juillet), obtenant 100 % des voix, sans opposant (avec un taux d'abstention de 40 %). Il est réélu, cette fois face à des adversaires, en 1902 et 1906, et le reste jusqu'en 1909 où il est élu au Sénat. Il y siège jusqu'en 1920. Inscrit au groupe radical à la Chambre, et à la Gauche démocratique, au Sénat, c'est un parlementaire républicain actif, qui intervient sur les questions budgétaires et dépose beaucoup de propositions de loi.